# Аутсорсинг расчёта заработной платы
Аутсорсинг расчёта заработной платы (Аутсорсинг расчёта зарплаты) (англ. Payroll Outsourcing) — это выполнение на основании договора функции по расчёту заработной платы и подготовке отчётности, связанной с заработной платой, (целиком или частично) другой компанией, специализирующейся в соответствующей области .
Аутсорсинг расчёта зарплаты — разновидность аутсорсинга учётных функций. Аутсорсинг учётных функций включает в себя аутсорсинг бухгалтерского и налогового учёта, кадрового делопроизводства, аутсорсинг заработной платы, подготовки бухгалтерской отчётности по РСБУ и МСФО.

## Аутсорсинг расчета зарплаты в мире
Первые специализированные компании, оказывающие услугу расчёта зарплаты (payroll outsorsing), появились после Второй мировой войны в США. Крупнейший в мире провайдер расчёта зарплаты — американская Automatic Data Processing (ADP) — готовит зарплатные ведомости для 620 тысяч компаний по всему миру каждого шестого работника в США (24 млн человек), и реализовала порядка 600 000 зарплатных проектов по всему миру.
ADP основал в 1949 году бухгалтер Генри Тауб с двумя партнёрами, почувствовав потребность бизнеса в экономии. Расчётная ведомость, подготовленная ADP, стоила 25 центов (гамбургер в Burger King — 18 центов). «Это отличная идея — заплатить всего 25 долларов за расчёт недельной зарплаты сотни служащих. Оклад штатного бухгалтера доходил до ста долларов в неделю, и аутсорсинг мог бы избавить его от необходимости выполнять эту типично канцелярскую работу», — рассказывал клиентам о смысле аутсорсинга сооснователь и маркетолог ADP Фрэнк Лаутенберг, позже ставший сенатором от Нью-Джерси.
В 1960-е годы ADP считала зарплату сотрудникам двухсот организаций, среди которых — труппа мюзикла «Моя прекрасная леди», а в 2012 году компания заняла 269 место в рейтинге Fortune 500, заработав 10 млрд долларов США.
Среди малого и среднего бизнеса на аутсорсинг бухгалтерские функции передают 86 % компаний в Европе, 92 % — в США, 96 % — в Израиле.

## Аутсорсинг расчёта зарплаты в России
В СССР крупные организации начали передавать выполнение расчётов заработной платы и налоговых отчислений в специализированные оснащённые ЭВМ расчётные центры в 1970-е годы. Это было удобнее и дешевле покупки, размещения и администрирования громоздкой и сложной вычислительной техники.
В середине 1990-х годов для обслуживания зарубежных компаний, открывающих представительства в России, в стране появились первые иностранные провайдеры аутсорсинга расчёта зарплаты и бухгалтерского учёта. Они и сегодня остаются лидерами на российском рынке: три из пяти крупнейших по размеру выручки аутсорсеров расчёта зарплаты — иностранные компании.

## Содержание услуги аутсорсинга расчёта зарплаты
Оказываемые провайдером услуги в рамках аутсорсинга расчёта зарплаты можно разделить на фиксированные (те, что оказываются в предсказуемом объёме, регулярно и по графику) и дополнительные (нерегулярные, разовые и/или адаптированные под нужды заказчика).
Фиксированные услуги:
- расчёт зарплаты и аванса;
- подготовка отчётности в госорганы (2-НДФЛ, отчёты в ПФР, ФСС).

Заказывая их, компания ежемесячно получает от провайдера:
- расчётно-платежную ведомость с аналитикой по отделам, центрам расходов, видам выплат (в зависимости от потребностей);
- суммы к выплате (информацию для выплаты зарплат);
- суммы налогов к выплате;
- расчётные листы, подготовленные в оговорённой форме (для e-mail-рассылки, для размещения на портале в личных кабинетах каждого сотрудника; на бумаге или в общем файле для HR-службы);
- проводку в финансовую систему (1C, Oracle, Scala и другие).

Дополнительные услуги:
- межрасчёты (выплаты при увольнении, оплата отпускных и премиальных);
- подготовка специальных отчётов для внутренних нужд компании (например, ежемесячного отчёта о затратах в разрезе определённых видов выплат по подразделениям, анализ фонда оплаты труда и прочее);
- сопровождение взаимодействия с налоговыми органами (консультативная поддержка при визите налоговой инспекции, подготовка разъяснительных писем, выезд специалиста провайдера в офис, представительство в налоговой).

## Стоимость аутсорсинга
На стоимость аутсорсинга расчёта зарплаты влияют:
1. перечень используемых заказчиком финсированных и дополнительных услуг (см. раздел см. раздел Содержание услуги аутсорсинга расчёта зарплаты);
  - при подписании договора формируется индивидуальный для каждой компании пакет оказываемых услуг, в который можно включить и дополнительные услуги, если предполагается их оказание по графику (например, межрасчёты делаются еженедельно по средам и пятницам);
  - дешевле включить дополнительные услуги, которые планируется заказывать часто, в пакет услуг при подписании договора на аутсорсинг, чем отдельно оплачивать их по факту оказания. Некоторые услуги предполагают оплату по факту. Например, консультативная поддержка при взаимодействии с налоговой инспекцией оплачивается по часам;
2. количество сотрудников в штате. Чем меньше численность персонала предприятия, тем выше стоимость услуг в расчёте на одного сотрудника, и наоборот;
3. число юрлиц и/или обособленных подразделений с выделенным балансом. Алгоритм расчёта оплаты создаётся и действует для каждого в отдельности;
4. сложность расчёта (наличие системы КТУ, сменного режима работы, присутствия премиальной части зарплаты и различных надбавок). Проще всего производить расчёт зарплаты офисных сотрудников с фиксированным графиком работы и окладом. Для работников с посменным графиком — сложнее, а самое трудоёмкое — считать зарплаты рабочим производств;
5. вид предоставления аутсорсеру данных для расчёта. В электронном виде дешевле, чем в бумажном за счёт снижения времени на обработку.

## Объём рынка и крупнейшие провайдеры в России
По данным ежегодного «Рэнкинга аутсорсинга учётных функций» рейтингового агентства «Эксперт», объём рынка аутсорсинга учётных функций в России в 2019 вырос относительно 2018 года на 12%. 
| Место в рейтинге | Название провайдера аутсорсинга | Специализация в аутсорсинге учётных функций (тыс. рублей) | Специализация в аутсорсинге учётных функций (тыс. рублей) | Специализация в аутсорсинге учётных функций (тыс. рублей) |
| Место в рейтинге | Название провайдера аутсорсинга | Расчет зарплаты                                           | Кадровый учет и делопроизводство                          | Бухгалтерский и налоговый учет                            |
| ---------------- | ------------------------------- | --------------------------------------------------------- | --------------------------------------------------------- | --------------------------------------------------------- |
| 1                | «Сбер Решения»                  | 696 149                                                   | 159 419                                                   | 358 106                                                   |
| 2                | «БДО Юникон»                    | 217 120                                                   | 192 365                                                   | 586 356                                                   |
| 3                | 1C-WiseAdvice                   | 222 083                                                   | 38 463                                                    | 231 423                                                   |
| 4                | Юнистафф Пейрол Компани         | 309 385                                                   | 167 936                                                   | 21 538                                                    |
| 5                | «Информаудитсервис»             | 36 926                                                    | 21 142                                                    | 494 320                                                   |
| 6                | SCHNEIDER GROUP                 | 16 453                                                    | -                                                         | 501 745                                                   |
| 7                | UCMS Group                      | 223 588                                                   | 60 636                                                    | 131 731                                                   |

## Клиенты в России
С середины 1990-х годов до конца 2000-х главными клиентами провайдеров аутсорсинга расчёта зарплаты были иностранные компании. С 2008 года количество российских организаций, использующих аутсорсинг расчёта заработной платы, стало расти. Это связано с необходимостью снижать издержки в период кризиса, увеличением числа компаний с «белой» бухгалтерией, повышением активности налоговых органов и ростом фискальных рисков, подготовкой к привлечению инвестиций, кредитованию.
По данным исследования «Рынок аутсорсинга учетных функций 2013», подготовленного Headhunter по заказу UCMS Group и Intercomp, 29 % работающих в России компаний используют аутсорсинг учётных функций, ещё 10 % планируют применять его в ближайшем будущем. Аутсорсингом учётных функций пользуются каждая вторая иностранная и каждая четвёртая российская организация. Аутсорсинг расчёта зарплаты используют 32 % опрошенных компаний. По мнению участников исследования, наиболее выгоден аутсорсинг для собственников бизнеса и высшего руководства — генерального директора, финансового директора.
| Численность персонала, человек                                     | Менее 50 | 50-100 | 100-500 | 500-1000 | Более 1000 |
| ------------------------------------------------------------------ | -------- | ------ | ------- | -------- | ---------- |
| Процент компаний, использующих аутсорсинг расчёта заработной платы | 43 %     | 16 %   | 27 %    | 25 %     | 20 %       |

## Сравнение со штатными специалистами

### Преимущества
Основные выгоды от аутсорсинга расчёта зарплаты:
- оптимизация и стандартизация процесса расчёта;
- доступ к специалистам высшей квалификации и передовым технологиям ведения учёта и отчётности;
- улучшение качества расчёта и отчётности, их полное соответствие актуальным требованиям законодательства, снижение налоговых рисков;
- снижение издержек на реализацию бизнес-процесса за счёт отсутствия расходов на создание рабочих мест для штатных расчётчиков (аренду офиса, закупку и обслуживание ПО, обучение специалистов, ФОТ и иные выплаты в пользу персонала);
- перенос ответственности за качество расчётов на провайдера — страховое покрытие налоговых рисков и возмещение провайдером ущерба от допущенных им ошибок;
- делегирование провайдеру взаимодействия с налоговыми органами;
- перераспределение нагрузки на сотрудников кадровой и/или бухгалтерской служб;
- сокращение численности отдела кадров и/или бухгалтерии;
- возможность наращивать объём работ по расчёту зарплаты и ведению отчетности без увеличения штата бухгалтерской и кадровой служб;
- снижение зависимости от персонала — больничных, отпусков, увольнений штатных специалистов, ведущих расчёт зарплаты;
- исключение риска утечки информации о размерах окладов сотрудников и руководства: провайдер не заинтересован лично в данной информации, по договору он обязуется обеспечивать конфиденциальность данных и отвечает за нарушение финансово, имеет защищённый дата-центр, а в компании-заказчике информацией о величине окладов владеет один сотрудник, а не вся бухгалтерия;
- оплата услуг аутсорсера относится к категории затрат и на всю сумму уменьшает налогооблагаемую базу по налогу на прибыль и НДС.

Диаграмма. Преимущества аутсорсинга учётных функций

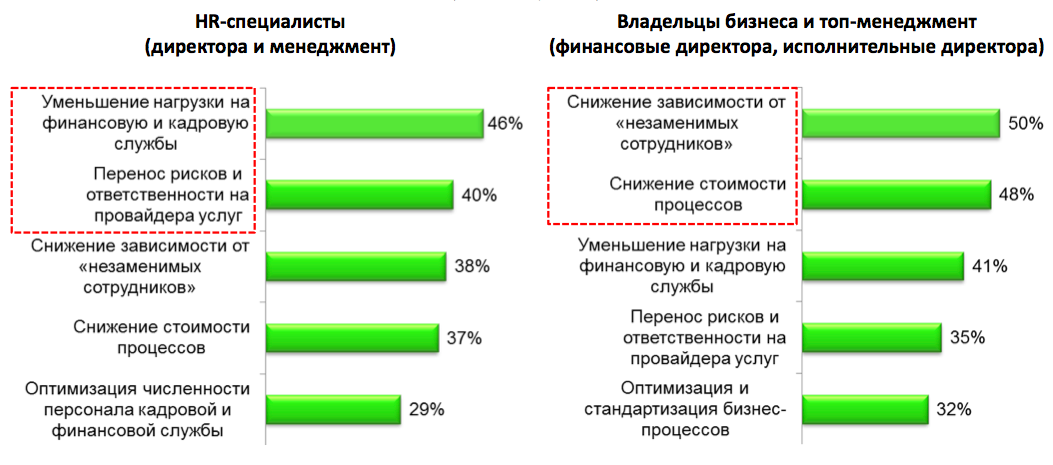
База: 63 HR-менеджера, 88 топ-менеджеров из компаний, имеющих опыт использования аутсорсинга учётных функций

Респонденты: 63 HR-менеджера, 88 топ-менеджеров из компаний, имеющих опыт использования аутсорсинга учётных функций.

### Риски и ограничения
Большинство рисков в использовании аутсорсинга расчёта зарплаты формируются на этапе выбора провайдера и регламентации процесса оказания услуг. Для получения качественной услуги аутсорсинга расчёта зарплаты принципиально важно заключение юридически грамотного договора о сотрудничестве и экономически обоснованного соглашения об уровне оказания услуги (Service level agreement, SLA). Поэтому для сопровождения перевода процесса на аутсорсинг может потребоваться дорогостоящий консалтинг.
Из-за ненадлежащей организации процесса оказания услуг, низкого качества работы, несоблюдения сроков менять провайдера аутсорсинга расчёта зарплаты или возвращать процесс в компанию приходилось 22 % компаний.
Если отсутствует полноценная регламентация параметров сотрудничества с провайдером при необходимости сменить поставщика может произойти потеря данных, проблемы с возвратом процессов в компанию и/или передаче их другому поставщику.
Организации придётся перестроить свои бизнес-процессы с учётом аутсорсинга, перераспределить обязанности сотрудников, выделить и обучить отдельного специалиста/специалистов для взаимодействия с аутсорсером.
Если провайдер не может обеспечить выполнение работы в программном обеспечении, которое установлено у заказчика услуги, требуется дополнительное дорогостоящее программирование для интеграции.
Для достоверной оценки эффективности аутсорсинга необходимо разработать систему оценки качества работы провайдера (обычно основанную на ключевых показателях эффективности, KPI) и регулярно проводить оценку.
Неверно поставленные KPI для аутсорсера часто ведут к несоответствию качества оказания услуги ожиданиям заказчика.
Аутсорсинг недоступен для организаций с «серой» бухгалтерией.
Аутсорсинг даёт прямое снижение издержек далеко не всем компаниям.
Перед передачей процесса на аутсорсинг крайне желательно его формализовать и автоматизировать, что требует отдельных затрат.
Аутсорсер может стать финансово нестабильным, обанкротиться, быть поглощённым другой аудиторско-консалтинговой группой.
Могут возникнуть сложности с получением достоверной информации о квалификации специалистов компании-аутсорсера.
Ответственность перед налоговыми органами за ошибки в осуществлении учёта и ведении отчётной документации несёт компания, предоставляющая такую отчетность от своего имени, то есть заказчик аутсорсинга. Провайдер не отвечает перед налоговой напрямую. Ответственность провайдера за ошибку и возмещение связанного с ней ущерба доказывается в судебном или ином порядке на основании положений подписанного с ним договора и дополнительных соглашений.

### Управление качеством аутсорсинга
Высокое качество оказания услуги аутсорсинга расчёта зарплаты (и других разновидностей аутсорсинга учётных функций) обеспечивают соглашение об уровне оказания услуги (Service level agreement, SLA) и система менеджмента качества, имеющаяся у провайдера (СМК).
Соглашение об уровне оказания услуг (Service Level Agreement, SLA) — сервисный контракт, определяющий все параметры сотрудничества заказчика и провайдера. Задачи SLA — гармонизация стандартов качества оказания услуг провайдера и ожиданий заказчика, контроль работы провайдера и управление его мотивацией, формализация результатов работы провайдера.
SLA описывает:
- перечень оказываемых подрядчиком услуг,
- формат и форму оказания услуг,
- график выполнения работ,
- принципы разделения ответственности сторон,
- способы обеспечения соответствия требованиям закона,
- механизмы мониторинга деятельности и предоставления отчётности,
- критерии оценки качества выполнения работ,
- порядок и способ оплаты работы провайдера,
- процедуры разрешения споров,
- перечень конфиденциальных данных, не подлежащих разглашению,
- условия прекращения действия договора.

СМК — это система, позволяющая аутсорсеру отслеживать уровень качества оказания им услуг, поддерживать его на высоком уровне и вносить улучшения. Система менеджмента качества есть у нескольких зарубежных аутсорсеров, работающих в России. СМК может опираться на различные модификации методологий ISO 9001, SAS 70 и другие.
ISO 90001:2008 — международный стандарт качества предоставления услуг или производства товаров. Он базируется на соблюдении широкого круга менеджерских практик (клиентоориентированности, системном подходе к управлению, постоянном совершенствовани продукта, процессном подходе и других), а также содержит стандарт определения некачественного сервиса и рекомендации по оказанию его надлежащим образом.
SAS 70 (Statement on Auditing Standards № 70) — стандарт аудита, разработанный Американским институтом сертифицированных бухгалтеров. Направлен на выявление и оценку существующих в компании рисков, определение способности имеющихся контрольных процедур противодействовать появлению рисков, повышение эффективности процедур контроля (положения о стандартах аудита (Statement on Auditing Standards, SAS 70)).

## Рекомендованное к прочтению
- «Мы считаем, нас считают…» исследование рынка в области HR аутсорсинга 2007, E-xecutive
- «Аутсорсинг в области управления персоналом: настоящее и будущее» исследование рынка в области HR аутсорсинга 2011, E-xecutive
- Виктор Панков, Светлана Наумова, Аутсорсинг в бухгалтерском учете, журнал «Аудит и финансовый анализ» РЭА им. Плеханова, № 1 2009.
- У поставщика услуг HR-аутсорсинга постоянно присутствует мотивация , HRM.ru, 2010
- Использование аутсорсинга: практика, признанная во всем мире
- Группа BDO в России подвела итоги рейтинга популярности аутсорсинга в иностранных компаниях, «Expert Online», 06 октября 2011.
- Исследование «Рынок аутсорсинга учетных функций 2013», Headhunter.
- Использование Аутсорсинга для формирования стратегии Организации — Монография А. А. Дашков, М. Д. Джамалдинова
- Марина Сафонова: «Неправильно думать, что передав расчет заработной платы на аутсорсинг, вы абсолютно не будете касаться этого участка работ»
- Расчет заработной платы — сколько стоит аутсорсинг? Финансовая газета, № 27 от 01.07.2010 и № 28 от 08.07.2010
- «Технология SaaS делает услуги аутсорсинга прозрачными», HRM.ru, 2010.
- Аутсорсинг определение — trainings.ru
- Старые схемы на новый лад: аутсорсинг и аутстаффинг — «Финансовый директор»
- Разумный аутсорсинг — Юлия Ларионова, «Газ России» № 3 2013
- Аутсорсинг как элемент современных экономических отношений РФ — Монография С. В. Юрьев
- Аутсорсинг в HR-сфере Статьи и комментарии